# Çatalsöğüt, Of
Çatalsöğüt là một xã thuộc huyện Of, tỉnh Trabzon, Thổ Nhĩ Kỳ. Dân số thời điểm năm 2011 là 71 người.